# Black Rod
Le gentilhomme huissier de la verge noire (Gentleman Usher of the Black Rod, couramment appelé « Black Rod »), qui prend le nom d'« huissier du bâton noir » au sénat canadien depuis 1997, est une personnalité officielle du monde parlementaire dans plusieurs pays du Commonwealth, dont le Royaume-Uni, l'Australie, la Nouvelle-Zélande et le Canada. La fonction trouve son origine à la Chambre des lords du Royaume-Uni.
La fonction fut créée en Angleterre en 1350 par lettres patentes royales, bien que le titre lui-même ne remonte qu’à 1522. Elle fut reproduite par plusieurs membres du Commonwealth lorsqu’ils copièrent le système de Westminster à la britannique. Le gentilhomme huissier de la verge noire est officiellement nommé par le souverain, après une enquête menée par le greffier des Parlements.

## Au Royaume-Uni
Au Royaume-Uni, le « Black Rod » a un certain nombre de rôles : il est l’assistant personnel du souverain à la Chambre des lords, le secrétaire du lord-grand-chambellan et est responsable du bon ordre de la chambre parlementaire. Il exerce une simple fonction honorifique d’huissier dans la chambre haute, en parallèle au sergent d'armes qui a le même rôle à la chambre basse (la Chambre des communes).
Le « Black Rod » est bien plus connu pour son rôle dans la cérémonie d'ouverture du Parlement du Royaume-Uni. Il se rend ensuite à la chambre des Communes afin de demander aux députés d'assister au discours royal. À peine arrivé au seuil de la salle des séances de ladite assemblée, on lui claque alors la porte au nez pour lui signifier la supériorité de la chambre basse et son indépendance vis-à-vis du pouvoir royal dont il est l'émissaire. Après avoir frappé trois coups à la porte à l'aide de sa canne, l'huissier est alors autorisé à entrer dans la salle, accompagné du sergent d'arme venu retirer la masse d'arme de la chambre.
Entre 2018 et 2025, le poste était détenu pour la première fois par une femme, Sarah Clarke. Donc (contrairement au Canada) le parlement fait changer le titre du poste à l'équivalent féminin, Dame huissière de la verge noire (anglais : « Lady Usher of the Black Rod »).
Depuis 2025, Ed Davis occupe cette fonction.

## Au Canada
À la suite de la nomination le 20 octobre 1997 de Mary C. McLaren, première femme au poste de Gentilhomme huissier de la Verge noire, le sénat a fait changer le titre du poste pour « Huissier du Bâton noir », afin d'éviter de fâcheuses plaisanteries. En anglais, le titre est devenu Usher of the Black Rod (sans le terme « Gentleman »).
Le détenteur actuel du titre est John Gregory Peters, depuis 2013.

### Au Québec
La fonction de Gentilhomme huissier de la verge noire a disparu au Parlement à Québec avec l'abolition du Conseil législatif en 1968. Dépendant du Conseil législatif, il était chargé de porter les messages du Conseil à l'Assemblée législative. Il s'occupait également du protocole, de l'organisation et du déroulement des cérémonies d'ouverture de la session parlementaire.
Dès sa première session en décembre 1792, le Conseil législatif du Bas-Canada avait un gentilhomme huissier de la verge noire, William Bouthillier.
Le gentilhomme huissier de la verge noire était jusqu'en 1968, le grand ordonnateur de la cérémonie d'ouverture du Parlement. Portant la verge noire sur l'épaule droite et le tricorne sous le bras gauche, il précédait l'arrivée au Conseil du lieutenant-gouverneur général, représentant de la couronne. Une fois ce dernier assis sur le trône du Conseil, l'orateur du Conseil législatif prononçait les paroles : « Gentilhomme huissier de la verge noire, rendez-vous à la Chambre de l'Assemblée législative et informez cette Chambre que c'est le plaisir de son honneur le lieutenant-gouverneur qu'elle se rende immédiatement auprès de lui dans la salle du Conseil législatif. » Le gentilhomme huissier reculait alors vers la porte, restant face au trône, s'arrêtait trois fois pour saluer, et atteignait la porte de l'Assemblée législative. C'est alors qu'on lui fermait délibérément la porte de l'Assemblée au nez. Frappant trois fois la porte avec la verge noire, il s'identifiait après qu'on lui ait eu demandé « Qui est-là ? » et on le laissait entrer dans la Chambre. Il se dirigeait alors vers la barre de la Chambre en s'inclinant trois fois sur son chemin pour saluer les députés. Une fois à la barre, il demandait aux députés de le suivre à la salle du Conseil législatif : « Son honneur le lieutenant-gouverneur désire la présence immédiate de cette honorable Chambre dans la Chambre du Conseil législatif. »
Pendant la session parlementaire, le gentilhomme huissier de la verge noire était chargé de demander aux députés d'assister à la sanction royale des lois par le lieutenant-gouverneur dans la salle du Conseil législatif.
Le gentilhomme était habillé de même façon que son homologue britannique, mais sans la chaîne d'or au blason de l'ordre de la Jarretière. Traditionnellement, le gentilhomme était un ancien militaire de carrière. Deux ont fait exception à cette règle, René Kimber (gentilhomme de 1852 à 1867) et Arthur Saint-Jacques (de 1904 à 1948).
Considérée comme désuète et vide de sens dans les années 1960, la fonction est abolie le 31 décembre 1968 en même temps que le Conseil législatif.

#### Liste des anciens gentilshommes huissiers de la verge noire au Québec
- William Bouthillier, 1792-1823.
- Robert-Anne D'Estimauville, 1823-1831.
- John St. Alban Sewell, 1831-1839.
- Frederick Starr Jarvis, 1839-1852.
- René Kimber, 1852-1867.
- Olivier Vallerand, 23 mai 1857 (en l'absence de René Kimber).
- Samuel Staunton Hatt, 1867-1901.
- Frank Pennee, 1901-1904.
- Arthur Saint-Jacques, 1904-1948.
- Pierre Gelly, 1948-1968.

## En Nouvelle-Zélande
Même si le Conseil législatif a été aboli en 1950, la fonction d'huissier de la verge noire a été conservée. Sa fonction se limite à inviter les députés à assister au Discours du trône du gouverneur général. L'actuel « Usher of the Black Rod » est David Baguley.